# Madeleine Gay
Pour les articles homonymes, voir Gay.
Madeleine Gay, née en 1953, est une œnologue suisse.  Dès son entrée en 1981 dans la plus grande coopérative viticole de Suisse, elle transforme activement la viticulture valaisanne, pendant presque 35 ans et prend sa retraite en 2015 à 62 ans.

## Biographie
Née en 1953 dans le canton du Valais (Suisse), elle obtient un diplôme d'agricultrice à Châteauneuf (canton du Valais) puis devient ingénieure ETS de l'école d'ingénieurs de Changins (canton de Vaud).   
Féministe à la sensibilité écologiste, ou « à contre-courant », se qualifiant de « rebelle » par son esprit indépendant, elle entreprend sa première formation en agriculture pour voyager et servir une cause humanitaire en Afrique, se sentant citoyenne du monde avec des racines valaisannes. À l'issue de ses études d'ingénieure ETS en viticulture et œnologie, le « terroir » valaisan devient sa priorité, lorsqu'elle est engagée en 1981 par la plus grande coopérative viticole de Suisse.
Dès lors, et pendant plus de 30 ans, elle insuffle un nouvel essor à la viticulture valaisanne, et promeut les cépages historiques et autochtones - les spécialités -  et procède  à des assemblages, permettant l’émergence de petits producteurs de qualité.  Au cours de toutes ces années, son travail est reconnu par ses pairs qui lui reconnaissent caractère, audace, passion, ténacité et détermination.
Mettre les vins valaisans à l'épreuve du temps long par le concept «Mémoire du Temps» s'étend sur 20 ans de cuvées, dès 1994. Les étiquettes du millésime 2013 (dernière cuvée qui clôt la collection) sont illustrées par Mix et Remix (alias Philippe Béguelin, dessinateur de presse).

## Cépages
Parmi les cépages qui illustrent au mieux les possibilités offertes en Valais, dans le Vieux-Pays, pas moins de 52 cépages ont été recensés, dont le diolinoir (élevé en fût de mélèze), le cabernet sauvignon, le cornalin, l'humagne, la syrah, la petite arvine, la malvoisie, l'ermitage, la marsanne, le païen ou heida, la rèze, l'humagne rouge ou les anciens pinots.

## Particularités de la viticulture valaisanne
Jusque dans les années 1980, le paiement au kilo de raisin s'appliquait - fendant, pinot noir et gamay - se partageaient 99 % de la production viticole valaisanne ou 95 % des ventes se répartissaient entre le fendant, la dôle et le johannisberg); les producteurs privilégiaient le rendement  - type fendant (3 kg/m2) au détriment de cépage peu productif, type cornalin. Cette pratique nécessitait l'emploi d'engrais responsables de la pollution du Rhône. Dès 1981, Madeleine Gay parvient à introduire le paiement de la récolte à la surface, plante du cabernet sauvignon à titre d'exemple  afin de reconstituer le vignoble valaisan d'autrefois, à la recherche d'authenticité. 
En 1991, la création d'une AOC cantonale a imposé les limitations de production, au profit de la qualité, favorisant la reconnaissance de la production valaisanne au niveau de la concurrence internationale jusque dans les années 2000, des lois contraignantes à l'importation protégeaient les vins blancs suisses malgré la première crise du chasselas de 1984.
Le terrain c'est la vérité : [...] 80 % de la qualité d'un vin doit être cherché dans le cep, dans le terroir, dans le travail des saisons [...].
Les coûts de production s'expliquent par la configuration du sol qui impose de travailler les vignes manuellement, la main-d'œuvre est chère,  les surfaces sont petites, "les vignerons font de l'horlogerie", favorisant une traçabilité du produit, la qualité faisant l'objet de contrôle précis.

« Un vin, ce n'est pas seulement le contenu d'une bouteille: un vin est une terre, un paysage, une histoire souvent centenaire [...] un savoir-faire issu du terroir.  [...] le vin est comme un livre ouvert: il raconte beaucoup de la terre et de la société d'où il provient. »

## Distinctions
Médaille d'or aux Vinalies de Paris. pour un assemblage blanc "Vieilles Vignes" en 1997.  (Elle crée sa première étiquette  en 1997).
En 2008 et 2013 elle est élue "vigneronne de l'année" (en 2013 l'équipe œnologique de la coopérative viticole reçoit la distinction de cave de l'année).

## Publications
Elle est co-auteure, avec la journaliste Chandra Kurt, d'un ouvrage en allemand : Von Humagne rouge bis Heida: ein weinkulinarisches Abenteuer im Wallis / Madeleine Gay und Chandra Kurt (Zurich: O. Fussli, 2011).

## Citations
"Pour moi, la difficulté est un moteur.  Cela m'a motivée à avancer"
"Pour moi, le goût c'est de l'artisanat.  Il faut le préserver à tout prix"
“J’ai beaucoup milité pour les spécialités du Valais et de voir que ces spécialités sont devenues les fers de lance de la nouvelle viticulture, ça me fait vraiment plaisir d’y avoir contribué.”
« Une société ouverte et consciente de l’importance de la diversité est une société qui va de l’avant »
.